# Noémie Lvovsky
Noémie Lvovsky, född 14 december 1964 i Paris, är en fransk skådespelerska, filmregissör och manusförfattare.

## Utmärkelser
Lvovsky har bland annat vunnit Louis Delluc-priset 2003 för Les Sentiments..

## Filmografi i urval
- 1994 – Oublie-moi (regi)
- 2003 – Det är lättare för en kamel... (manus)
- 2003 – Les Sentiments (manus och regi)
- 2004 – Kung och drottning (roll)
- 2007 – Skådespelerskor (manus och roll)
- 2011 – Jag minns en sommar (roll)
- 2012 – Camille mellan två åldrar (manus, regi, roll)
- 2016 – Monsieur Chocolat (roll)
- 2018 – De osynliga (roll)
- 2022 – Skådespelarna (manus)
- 2023 – Gryningsdåden vid Sambre (TV-serie) (roll)
- 2023 – Jeanne du Barry (roll)